# مثال‌هایی از نافرمانی مدنی
موارد زیر نمونه‌هایی از نافرمانی مدنی است.

## باهاما
در سال ۲۰۲۱، رهبر سازمان زیست‌محیطی تحول باهامیان در اعتراض به دولت، خواستار نافرمانی مدنی شد.

## کوبا
جنبش Yo No Coopero Con La Dictadura ("من با دیکتاتوری همکاری نمی‌کنم") که معمولاً به اختصار یو نو ("من نیستم" یا "من نیست") نامیده می‌شود، یک کمپین نافرمانی مدنی علیه دولت در کوبا است. . این کمپین با شعار «من تغییر می‌خواهم» در شش نکته اساسی بیان شده‌است: «من انکار نمی‌کنم، کمک نمی‌کنم، خدعه نمی‌کنم، دنبال نمی‌کنم، همکاری نمی‌کنم و سرکوب نمی‌کنم." علاوه بر این، اعضای سازمان به عنوان یک ژست نمادین عدم همکاری با رژیم کوبا، دستان خود را روی سینه خود می‌گذارند.
هنرمندان متعددی مانند لیست آلوارز، آموری گوتیرز، ویلی چیرینو، جان سکادا، پاکیتو دی ریورا و بونکو کوینگو حمایت خود را از جنبش اعلام کرده‌اند.
خانم‌های سفیدپوش گروهی از همسران، مادران و خواهران مخالفان زندانی کوبایی هستند که برای آزادی بستگان خود که به گفته آنها زندانی سیاسی هستند، دست به نافرمانی مدنی مسالمت آمیز زده‌اند. زنان سفیدپوش به‌طور مشترک برنده جایزه ساخاروف اتحادیه اروپا برای آزادی اندیشه شدند.

## جمهوری سوسیالیستی شوروی استونی
انقلاب آواز بیش از چهار سال به طول انجامید، با اعتراضات و اقدامات سرپیچی مختلف. در سال ۱۹۹۱، در حالی که تانک‌های شوروی تلاش می‌کردند پیشرفت به سمت استقلال را متوقف کنند، شورای عالی استونی به همراه کنگره استونی احیای کشور مستقل استونی را اعلام کردند و قوانین شوروی را رد کردند. مردم به عنوان سپر انسانی برای محافظت از ایستگاه‌های رادیویی و تلویزیونی در برابر تانک‌های شوروی عمل کردند. از طریق این اقدامات استونی استقلال خود را بدون هیچ خونریزی به دست آورد.

## مصر
در میان چندین نافرمانی مدنی که در طول تاریخ مصر مدرن رخ داد (که اکثر آنها به‌طور گسترده شناخته شده نیستند)، انقلاب مصر در سال ۱۹۱۹ به عنوان یکی از اولین اجرای موفق نافرمانی مدنی غیرخشونت آمیز در سراسر جهان در نظر گرفته می‌شود. این یک انقلاب سراسری علیه اشغال مصر و سودان توسط بریتانیا بود. این برنامه توسط مصری‌ها و سودانی‌ها از اقشار مختلف زندگی به عنوان دنباله ای علیه تبعید رهبر انقلابی سعد زغلول و سایر اعضای حزب وفد به دستور بریتانیا در سال ۱۹۱۹ آغاز شد.
انقلاب ۱۹۱۹ در مصر ماه‌ها به عنوان نافرمانی مدنی علیه اشغال بریتانیا و اعتصابات دانشجویان و وکلا و همچنین کارکنان پست، تلگراف، تراموا و راه‌آهن و در نهایت کارکنان دولت مصر ادامه یافت. این رویداد منجر به به رسمیت شناختن استقلال مصر توسط بریتانیا در سال ۱۹۲۲ و اجرای قانون اساسی جدید در سال ۱۹۲۳ شد.

## آلمان شرقی
در سال ۱۹۸۹، آلمان شرقی از نافرمانی مدنی برای شکستن دیوار برلین استفاده کرد تا آلمان تجزیه شده را متحد کند.
قیام ۱۹۵۳ نافرمانی علیه دولت در آلمان شرقی بود. اعتراضات توسط دولت سرکوب شد.
مقاومت مدنی عامل مهمی در پس انحلال دولت‌های کمونیستی و سقوط دیوار برلین در سال ۱۹۸۹ بود

## فرانسه
در سال ۱۹۷۲، ۱۰۳ زمیندار دهقانی سوگند یاد کردند که در برابر گسترش پیشنهادی پایگاه آموزشی نظامی موجود در فلات لارزاک مقاومت کنند. لانزا دل واستو، یکی از شاگردان گاندی، آنها را به تاکتیک‌های نافرمانی مدنی، از جمله اعتصاب غذا توصیه کرد که در نهایت موفقیت‌آمیز بود. گسترش پایگاه توسط رئیس‌جمهور فرانسوا میتران بلافاصله پس از انتخاب وی در سال ۱۹۸۴ لغو شد.

## هندوستان
نافرمانی مدنی به عنوان تاکتیک اصلی جنبش‌های ملی گرایانه در مستعمرات سابق آفریقا و آسیا قبل از کسب استقلال عمل کرده‌است. مهم‌تر از همه مهاتما گاندی نافرمانی مدنی را به عنوان یک ابزار ضد استعماری توسعه داد. گاندی اظهار داشت: «نافرمانی مدنی حق ذاتی یک شهروند برای مدنی بودن است، متضمن نظم، تفکر، مراقبت، توجه و فداکاری است». اگرچه برخی از زندگی‌نامه نویسان معتقدند که گاندی از مقاله کلاسیک ثورو، که او آن را در فلسفه غیرخشونت آمیز Satyagraha خود گنجانده بود، متوجه نافرمانی مدنی شده‌است، گاندی در هند سواراج مشاهده می‌کند که «در هند، ملت به‌طور کلی از مقاومت منفعلانه در همه بخش‌های زندگی استفاده کرده‌است. هنگامی که حاکمان ما را ناراضی کنند ما از همکاری با حاکمان خود دست می‌کشیم.» کار گاندی در آفریقای جنوبی و در جنبش استقلال هند اولین کاربرد موفق نافرمانی مدنی در مقیاس وسیع بود.

## اسرائیل
به دنبال توافق اسلو در اوایل دهه ۱۹۹۰، موشه فیگلین و شموئل ساکت زو آرتزینو (به عبری: זו ארצנו، این سرزمین ماست) را تأسیس کردند، یک جنبش اعتراضی سیاسی که برای جلوگیری از دادن امتیاز زمین اسرائیل به اعراب ایجاد شد. این جنبش به مسدود کردن جاده‌ها و استفاده از اشکال دیگر نافرمانی مدنی برگرفته از جنبش حقوق مدنی در ایالات متحده برای اعلام اعتراضات و اهداف خود معروف بود.

فیگلین در کتاب خود به نام במקום שאין אנשים در طیف گسترده‌ای از اقدامات نافرمانی مدنی غیرخشونت‌آمیز، به‌ویژه مسدود کردن جاده‌ها، شرکت کردند، اما همچنین شامل فعالیت‌هایی مانند بستن دستبند در هنگام سخنرانی اسحاق رابین، نخست‌وزیر وقت اسرائیل، و شروع به هک کردن رابین در مقابل حضار اشاره می‌کند. فیگلین صراحتاً از فلسفه‌های نظریه سیاسی لیبرال غربی و نافرمانی مدنی غیرخشونت‌آمیز و ساکت از تجربه اعتراض‌های غیرخشونت‌آمیز در ایالات متحده به نمایندگی از یهودیان شوروی استفاده کرد. به گفته استاد علوم سیاسی ریآیا (رایسا) اپشتاین،
این کتاب توسط موشه فیگلین، یک یهودی اسرائیلی درجه یک، در نهایت به عنوان یکی از اولین منابع فکری که در ایجاد یک دموکراسی لیبرال در اسرائیل مؤثر بوده‌است، راهی برای کسب موقعیت خوبی یافت. بنیادهای یهودی نیازی به مخالفت با آنها احساس نمی‌کند 
فیگلین اغلب از فصل ۱۰ شازده کوچولو اثر آنتوان دو سنت اگزوپری نقل می‌کند:

## جمهوری سوسیالیستی شوروی لیتوانی
ساجودیس از نافرمانی مدنی در جمهوری سوسیالیستی شوروی لیتوانی برای استقلال از اتحاد جماهیر شوروی استفاده کرد.

## آفریقای جنوبی
این جنبش معروف که توسط نلسون ماندلا به همراه اسقف اعظم دزموند توتو و استیو بیکو آغاز شد، از نافرمانی مدنی حمایت می‌کرد. نتیجه را می‌توان در رویدادهای قابل توجهی مانند اعتراض باران بنفش در سال ۱۹۸۹ و راهپیمایی صلح کیپ تاون که آپارتاید را به چالش کشید، مشاهده کرد.

## تایلند
سوندی لیمتونکول، رهبر اتحاد خلق برای دموکراسی (PAD) و دیگر رهبران این ائتلاف ادعا کرده‌اند که از نافرمانی مدنی با اعتراض غیرنظامیان مانند به تعویق انداختن پرداخت مالیات و شروع اعتصاب استفاده می‌کنند.

## ویتنام
در ۱۱ ژوئن ۱۹۶۳، Thích Quảng Đức، بودایی ویتنامی ماهایانا در اعتراض به آزار و شکنجه بوداییان تحت حکومت فعلی، خود را زنده زنده در یک تقاطع شلوغ سوزاند. پس از آن، چندین بودایی دیگر راه دج را دنبال کردند و اقدامات مشابهی انجام دادند. این شکل از نافرمانی توجه را به دولت فعلی در ویتنام جنوبی جلب کرد و جنجال‌های زیادی را ایجاد کرد و فشارهایی را بر دولت و سیاست‌های آنها ایجاد کرد.
1. ↑  «Bahamian Evolution: "Time for civil disobedience"». Eye Witness News (به انگلیسی). ۲۰۲۱-۰۱-۱۲. دریافت‌شده در ۲۰۲۳-۰۲-۰۹.
2. ↑  «Cuba arrests Ladies in White». Christian Science Monitor. شاپا 0882-7729. دریافت‌شده در ۲۰۲۳-۰۲-۰۹.
3. ↑  «Summary/Observations - The 2006 State of World Liberty Index: Free People, Free Markets, Free Thought, Free Planet». web.archive.org. ۲۰۱۰-۰۹-۳۰. بایگانی‌شده از اصلی در ۳۰ سپتامبر ۲۰۱۰. دریافت‌شده در ۲۰۲۳-۰۲-۰۹.
4. ↑  «Wayback Machine» (PDF). web.archive.org. ۲۰۱۰-۰۹-۲۰. بایگانی‌شده از اصلی (PDF) در ۲۰ سپتامبر ۲۰۱۰. دریافت‌شده در ۲۰۲۳-۰۲-۰۹.
5. ↑  Dharam Pal, Civil Disobedience in Indian Tradition, intro. by Jayprakash Narayan (Dharam Pal's Collected Writings, Vol.II) Other India Press (2000).
6. ↑  «Wayback Machine» (PDF). web.archive.org. ۲۰۱۱-۰۷-۲۰. بایگانی‌شده از اصلی (PDF) در ۲۰ ژوئیه ۲۰۱۱. دریافت‌شده در ۲۰۲۳-۰۲-۰۹.